# ART Giants Düsseldorf
O ART Giants Düsseldorf é um clube de basquetebol baseado em Dusseldórfia, Alemanha que atualmente disputa a 2.Bundesliga ProA, correspondente à terceira divisão do país. Manda seus jogos no Castello Düsseldorf com capacidade para 3.300 espectadores e nasceu da fusão dos departamentos de basquetebol do ART Düsseldorf e Giants Düsseldorf.

## Histórico de Temporadas
| Temporada | Nível | Liga           | Pos.     | Resultado          |
| --------- | ----- | -------------- | -------- | ------------------ |
| 2014–15   | 5     | 2.Regionalliga | 1º       | Promovidocampeão   |
| 2015–16   | 4     | Regionalliga   | 8º       |                    |
| 2016–17   | 4     | Regionalliga   | 8º       |                    |
| 2017-18   | 4     | Regionalliga   | 7º       |                    |
| 2018-19   | 4     | Regionalliga   | 1º       | Promovidocampeão   |
| 2019-20   | 3     | ProB           | Covid 19 | Covid 19           |
| 2020-21   | 3     | ProB           | 5º       |                    |
| 2021-22   | 3     | ProB           | 3º       | Promovidofinalista |
| 2022-23   | 2     | ProA           | 16       |                    |
| 2023-24   | 2     | ProA           | 14       |                    |
| 2024-25   | 2     | ProA           | 14       |                    |

fonte:eurobasket

## Títulos

### 2.Regionalliga
- Campeão (1): 2014-15

### Regionalliga Oeste
- Campeão (1):2018-19